# Диспепсия молодняка
Диспепсия молодняка — острое расстройство пищеварения в первые 10 дней жизни, характеризующееся токсикозом, некомпенсированной потерей из-за поноса воды, калия, натрия, кальция, магния и других элементов. Эта патология происходит вследствие недостаточного кормления самок (особенно по каротину), приводя к неполноценности молозива, недоразвитию органов пищеварения у новорожденных (при рождении гипотрофики (телята с низким весом) не способны переваривать суточную дачу молозива больше 1/10 их массы). Также диспепсия молодняка происходит вследствие выпаивания первой порции молозива позже 2 часов после рождения, дачи молозива из грязной посуды, от коров, больных маститами, эндометритами, при отсутствии ветеринарно-санитарных норм содержания новорожденных.

## Клиническая картина
Различают две формы болезни – простую и токсическую. При простой диспепсии у животных отмечается уменьшение аппетита, угнетение. Больные лежат в грудном положении, вздрагивают периодически, обнюхивают живот, пытаясь ударить по нему. Через 1–2 дня появляется диарея. Кал водянистый, жёлтого цвета, с разными оттенками. Прогноз – благоприятный.
Токсическая диспепсия чаще отмечается в первые 3 дня жизни, характеризуясь полной потерей аппетита, понижением ректальной температуры, похолоданием кожи ушей, конечностей, слизистой полости рта, упадком сил. Животное к концу заболевания занимает вынужденное боковое положение. Развивается постоянный понос водянистой консистенции со зловонным запахом, иногда со слизью белёсого или оранжевого цвета. Прогноз заболевания – неблагоприятный.

## Диагностика
Диагноз устанавливают на основании анамнеза, анализа условий содержания и кормления матерей и приплода, клинических признаков, результатов вскрытия трупов, а также бактериологического и вирусологического исследований трупов с целью исключить инфекционные болезни.

## Патологоанатомические изменения
Как правило, труп истощен, голодные ямки запавшие, задняя часть тела, хвост испачкан калом. Содержимое желудка имеет кислый или гнилостный запах, серого цвета, нередко видны плотные комки казеина, много слизи. Кишечник обычно инфантилен, пуст или содержит химус с большой примесью слизи. Слизистая оболочка пищеварительного тракта в различной степени гиперемирована, селезенка, печень не увеличены, последняя неравномерно окрашена от светло-коричневого до темно-красного цвета.

## Лечение
При появлении подобных симптомов исключают как можно больше погрешностей кормления маточного поголовья, выпойки новорожденных. Основная направленность лечения – восполнение потерь, вызванных диареей, дача солевых растворов, а при токсической форме – интравенозное капельное введение или внутрибрюшинно изотонических растворов гидрокарбоната натрия и хлорида натрия по 40 мл/кг веса. Показаны также антибиотики, сульфаниламиды и нитрофурановые препараты с учётом чувствительности к ним выделяемой из желудочно-кишечного тракта микрофлоры, а также витамины, средства для восстановления микрофлоры и другие средства.

## Профилактика
Профилактика диспепсий включает оптимизацию условий содержания и кормления беременных животных, создание надлежащих условий содержания и молозивного вскармливания новорожденных и общегигиенические мероприятия.